# 한진그룹
한진그룹(韓進集團, 영어: Hanjin Group) 1945년 11월 1일 설립된, 대한민국의 운송기업 집단으로 본사는 서울특별시 중구 서소문동에 있다.
운송업(물류, 항공, 해운)을 주력으로 하는 기업집단으로, 1945년 한진상사로 발족하였다. 한국전쟁 후, 인천서 미군의 화물수송을 시작하는 것으로 본격적 운송업을 시작하였다. 그리고 1960년대, 당시 공기업인 대한항공공사를 인수하여 1969년 3월 1일 대한항공을 발족하며 종합 운송 회사로 거듭났다. 현재 한진, 대한항공, 진에어, 한진해운, 한덱스, 한진에너지 등 여러 관련 계열사들이 있다. 중공업 사업인 한진중공업도 있었으나, 2005년에는 한진그룹에서 계열 분리하여 한진중공업그룹이 출범하였다. 금융업 계열사인 한진투자증권과 동양화재도 있었으나, 2000년 메리츠증권 및 메리츠화재로 사명을 변경하였고 2005년에 한진그룹에서 분할하여 메리츠금융그룹이 출범하였다. 고속버스 운송업인 한진고속도 있었으나, 물류운송과 항공업에 집중하기 위해 2006년 4월 8일 동양고속건설그룹의 일원이자 동양건설산업의 자회사인 동양고속으로 375억 원에 매각했다.(차적은 경기도 성남시였다.) 한진그룹은 비영리법인부문으로 정석인하학원을 운영하고 있다. 한진선박조건이 미래의 석유공장의 조건으로 뒤바뀐다.
한편, K리그 원년인 1983년 실업축구단으로 참여하여 5개팀 중 4위로 저조한 성적에 머무른 데다 다음 해인 1984년 프로축구단으로 전향하여 명예회복을 노렸음에도 대한축구협회의 주먹구구식 행정에 불만이 쌓였던 박태준 회장이 당시 국가대표팀 차출 중이었던 최순호 박경훈의 소속팀 복귀를 대한축구협회가 승낙했다가 이에 번복하자 이를 계기로 폭발하여 1984년 프로축구 개막을 이틀 앞둔 3월 28일 슈퍼리그 참가 철회와 구단 해체를 결정한 포철 축구단의 해체설 당시 인수를 검토했지만 구단 해체가 철회되어 좌절됐다.

## 연혁

### 1940년대
- 1945년 11월 1일: 한진상사 발족
- 1946년: 운송사업 포함, 무역사업 겸업

### 1950년대
- 1950년: 한국전쟁으로 무기한 영업중단
- 1953년: 한국전쟁 휴전 후, 인천서 영업 재개
- 1956년: 주한 미8군과 군화물 수송계약 체결
- 1958년
  - 주식회사로 상장
  - 미 군 수송업체와 국내대리점 조약체결
  - 미군 이사화물 수송사업 개시
  - 무역업 사업면허 취득, 사업 개시
- 1959년: 디젤엔지센터 건립

### 1960년대
- 1960년: 대한항공 (현. 대한항공) 설립으로 항공사업 개시
- 1961년: 한진관광주식회사 설립
- 1966년: 베트남전 파병 미군 화물수송계약 체결
- 1969년
  - 수송업계 최초 컨테이너 화물수송 시스템도입
  - 대한항공공사 인수, 대한항공 설립
  - 미국 씨랜드사와 컨테이너 화물수송 체결

### 1970년대
- 1970년: (주)한진으로 상호 변경

### 1980년대
- 1980년: 동아통운 합병으로 육로수송 확대
- 1981년: 중동붐으로 사우디아라비아 화물운송사업 개시
- 1982년: 쿠웨이트 화물운송사업 개시
- 1983년
  - 국내 운송업 최초로 연안해운 수송업 개시
  - 한진-사우디아라비아 합작회사 설립
- 1989년: 인천~부산행 연안화물수송 개시

### 1990년대
- 1990년: 인천 - 대전 - 대구 - 부산 연안화물수송 개시
- 1992년
  - 한진택배 설립으로 택배운송업 개시
  - 국외 해외법인 설립
  - 우등고속버스 운행 개시
- 1994년: 미국 시애틀항 전용 터미널 개장
- 1996년
  - 해운사업부문 건설교통부장관상 수상
  - 뉴욕, 샌프란시스코, 시카고 영업소 운영
- 1997년: 한진국제택배 10대도시 특급서비스 개시
- 1998년
  - 통신판매산업 개시
  - 구로종합물류센터 준공
  - 육로수송부분 대통령 표창
- 1999년
  - 한진택배 신정보시스템 운영
  - 브랜드 택배부문 1위 선정

### 2000년대
- 2000년
  - 브랜드 택배부문 1위 2년 연속선정
  - 택배산업 최초로 무선정보시스템 도입
  - ISO9002, EC(전자상거래) 인증
  - 구로센터 내 자동창고 설치
  - 동탑산업훈장 수상
  - 스카이팀 창립
- 2001년
  - 인천국제공항 개항으로 공항내 한진택배 카운터 개설
  - 물류대상 수상
  - 브랜드 택배부문 1위 3년 연속선정
  - 물류혁신부문 산업자원부 장관상 수상
  - 모바일 운송시스템 자체개발
  - 국내 해운업 최초로 국제안전경영관리(ISM) 취득
- 2005년
  - 대한민국 기업 100대 브랜드 선정
  - 창립 60주년
  - 댈러스 포트워스 국제공항 내 대한항공 전용화물 터미널 개장
- 2009년: 인하대학교와 산학협력 체결

### 2010년대
- 2010년
  - 우즈베키스탄 해외법인 설립
  - ISO28000, KOSHA18001 인증
- 2012년
  - 중국 광저우 해외법인 설립
  - 자카르타 해외법인 설립
  - 글로벌 물류기업 육성대상기업 선정
- 2017년
  - 노사문화 우수기업 선정

## 계열사
항공부문
- 대한항공
- 아시아나항공
- 에어부산
- 에어서울
- 진에어
- 한국공항
- 아시아나에어포트
- 에어코리아

육운부문
- 한진

관광/호텔/부동산부문
- 삼올
- 정석기업
- 칼호텔네트워크
- 한진관광
- 항공종합서비스
- 호미오세라피

정보서비스부문
- 싸이버스카이
- 유니컨버스
- 토파스여행정보
- 한국글로벌로지스틱스
- 한진정보통신
- 아시아나IDT

비영리법인부문
- 정석인하학원
  - 인하공업전문대학
  - 인하대학교
  - 인하대학교 사범대학 부속고등학교
  - 인하대학교 사범대학 부속중학교
- 인하대학교 의과대학 부속병원
  - 정석항공과학고등학교
  - 한국항공대학교
- 일우재단
- 양현재단

## 이전 계열사
- 동양화재 (현 메리츠화재)
- 한진투자증권 (현 메리츠종금증권)
- 한진고속
- 한진중공업 (현 HJ중공업)
- 한진해운
- 한진에스엠 (현 유수에스엠)

## 같이 보기
- 윌셔 그랜드 센터
- 스카이팀